# Det spirar i Guds örtagård (Sanner)
Det spirar i Guds örtagård är en psalm av Samuel Gabrielsson från 1910. Musiken är skriven 1943 av Victor Hugo Sanner. Tredje versen är hämtad från Psaltaren 110:3.
Texten är upphovsrättsligt skyddad till år 2039. 

## Publicerad i
- Herren Lever 1977 som nummer 890 under rubriken "Att leva av tro - Bön".[1]